# Archimbald VI van Bourbon
Archimbald VI van Bourbon bijgenaamd de Leerling (circa 1090 - 1116) was van 1096 tot aan zijn dood heer van Bourbon. Hij behoorde tot het huis Bourbon.

## Levensloop
Archimbald VI was de enige zoon van heer Archimbald V van Bourbon en diens onbekend gebleven echtgenote. 
In 1096 volgde hij zijn vader op als heer van Bourbon. Wegens zijn minderjarigheid werd hij onder het regentschap geplaatst van zijn oom Aymon II. Aymon probeerde de erfenis van Archimbald VI in te palmen, waardoor Alard de la Roche-Guillebaud, die met zijn onbekende moeder hertrouwd was, in 1108 of 1109 de hulp inriep van koning Lodewijk VI van Frankrijk. Lodewijk VI begon een militaire expeditie naar de Bourbonnais en riep Aymon bij zich, die echter weigerde te verschijnen. Nadat de Franse koning hem Germigny toewees, onderwierp Aymon zich aan Lodewijk VI.
In 1116 stierf Archimbald, ongehuwd en kinderloos. Zijn oom Aymon II volgde hem op als heer van Bourbon.